# Agnotología

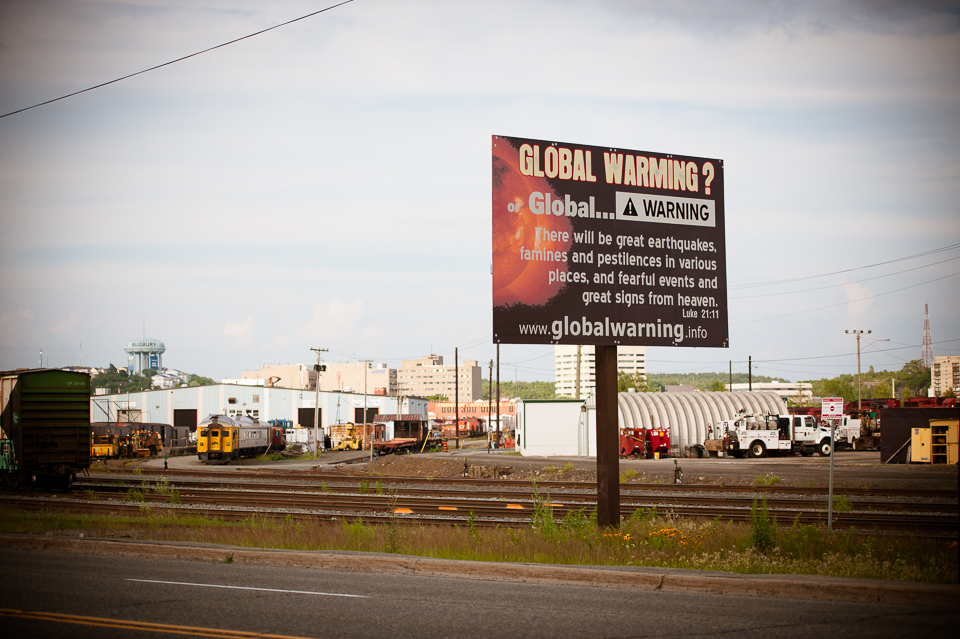
Negación del cambio climático en Sudbury

La agnotología (del griego ἄγνωσις, agnōsis, "desconocer" (griego ἄγνωτος "desconocido"), y -λογία, -logía) es el estudio de la ignorancia o duda culturalmente inducida, especialmente a la publicación de datos científicos erróneos o tendenciosos.

## Historia y concepto
El término fue acuñado por Robert Proctor, profesor estadounidense de Historia de la ciencia y de la tecnología en la Universidad de Stanford.

De forma más general, el término también hace referencia a los casos cada vez más comunes en que un mayor conocimiento de un tema resulta en que se tengan más dudas que al comienzo.
Robert Proctor investiga cómo la ignorancia se genera activamente en la sociedad a través de fuentes como el secretismo militar o judicial y por medio de políticas deliberadas. La manufactura de la ignorancia es muy común, como en el caso del calentamiento global o la teoría de la evolución, que siguen poniéndose en duda en algunos colectivos, como si no se tratara de verdades científicas[cita requerida]. El autor afirma que este tipo de tecnología de la desinformación surge de la industria tabacalera.[cita requerida]
En el caso del debate político se recurre a su absoluta degradación por medio de la retórica de la desinformación o hacer que el debate gire no en torno a unos datos, sino en torno a propuestas para cambiar esos datos y la realidad. Las "armas de distracción masiva" persiguen dos cosas:
- Negar la credibilidad de las fuentes, por muy solventes que sean.
- Negar los propios hechos.

El efecto combinado de estas dos estrategias es la producción intencionada de ignorancia, que se vale para su difusión de la colaboración de políticos, publicistas y de los grandes medios de comunicación, y tiene como resultado la llamada posverdad. Como afirma Robert Proctor, "la ignorancia es poder… y la agnotología, es el estudio de la creación deliberada de ignorancia". [cita requerida]